# Plagiobothrus semilunaris
Plagiobothrus semilunaris är en spindelart som beskrevs av Karsch 1891. Plagiobothrus semilunaris ingår i släktet Plagiobothrus och familjen Barychelidae.
Artens utbredningsområde är Sri Lanka. Inga underarter finns listade i Catalogue of Life.